# Kaymakçı-Tekke

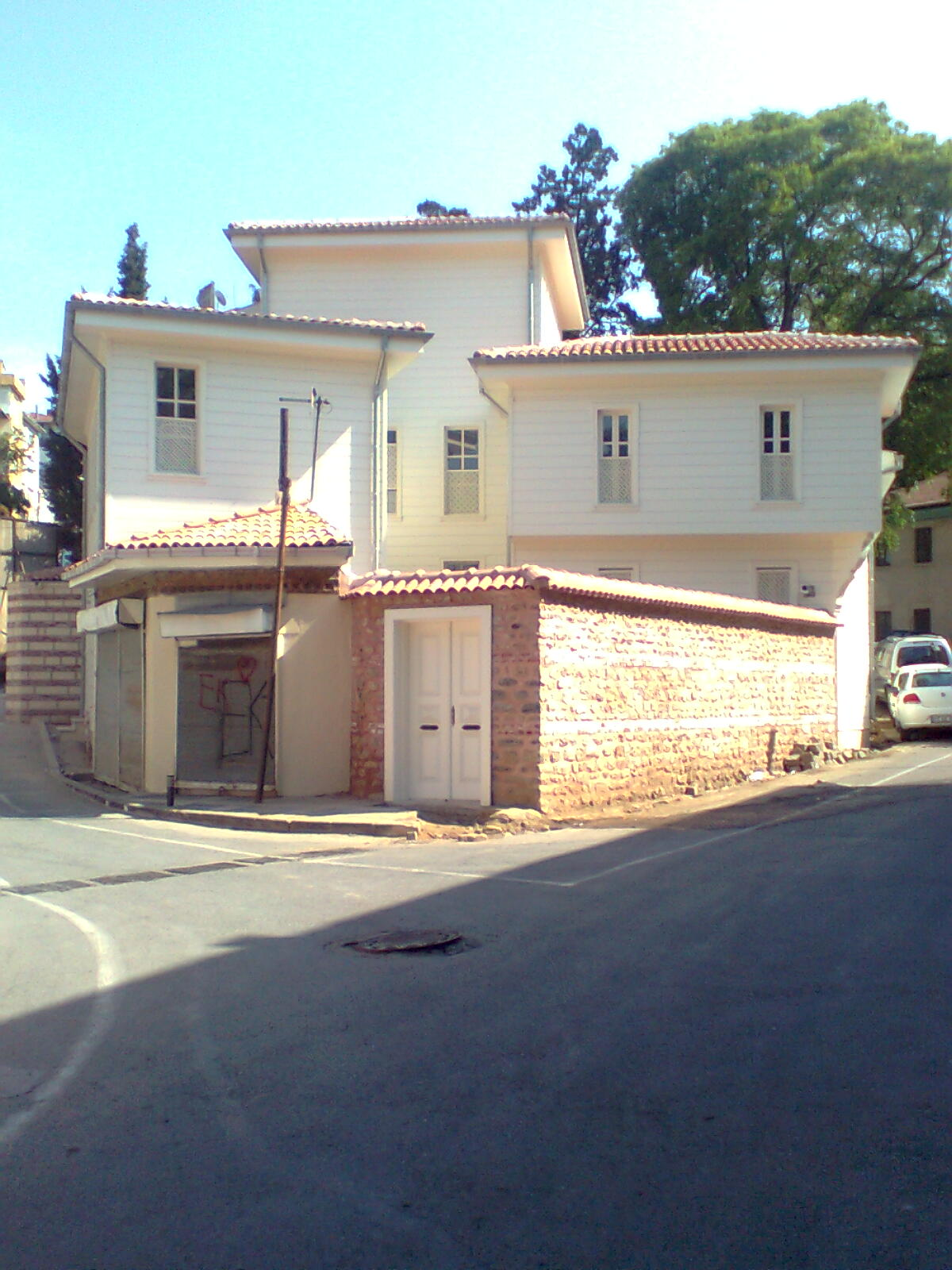
Die Tekke des Baba Iskender

Die Kaymakçı-Tekke, auch Tekke des Baba Iskender genannt, ist ein Derwisch-Kloster aus osmanischer Zeit im Viertel Ahmediye im Istanbuler Stadtteil Üsküdar. Es wurde durch den Janitscharen-Agha Mehmet Efendi erbaut. Mit dem Bau wurde 1544 begonnen, noch im selben Jahr wurde die Tekke für das rituelle Gebet eröffnet.
Das Gebäude wurde eigentlich als Mescit errichtet, doch im Jahre 1752 wurde es von Kaymakçızade Scheich Haci Mehmet Effendi in ein Derwischkonvent umgewandelt. Zuvor wurde ein Friedhof und 1728 der Brunnen des Damat Ibrahim Pascha aus Nevşehir angebaut. Das Kloster, das im Jahre 1800 von Safaizade Haci Mehmet Efendi restauriert wurde, wurde nach Gründung der Türkei aufgegeben und seinem Schicksal überlassen. 1945 wurden Teile in der Mitte abgebaut. Übrig blieben das Grabmal (Türbe) des Baba Iskender sowie der Friedhof.
Das Gebäude befindet sich in direkter Nähe zur Moschee des Malatyalı Ismail Agha. In den Jahren 2011 bis 2013 wurde die Tekke des Baba Iskender durch die Stadtverwaltung von Üsküdar entsprechend dem ursprünglichen Bau wiedererrichtet. Die Tekke liegt in der Mitte des Komplexes. Auf dem Friedhof befindet sich das Grab des Schutzpatrons der Tekke, Mehmet Efendi.

## Galerie

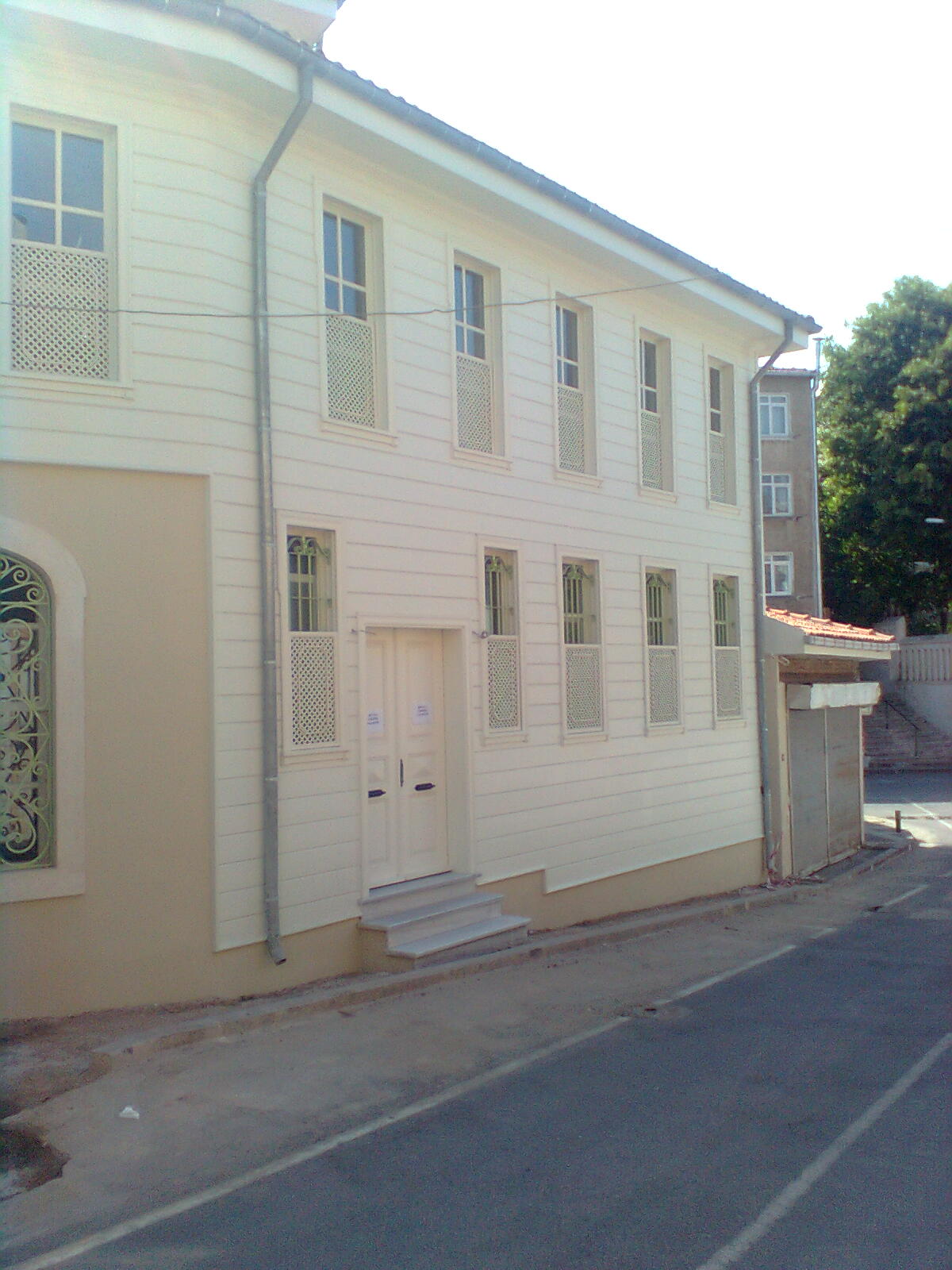
Eingang zur Tauhīdchane der Tekke des Baba Iskender.
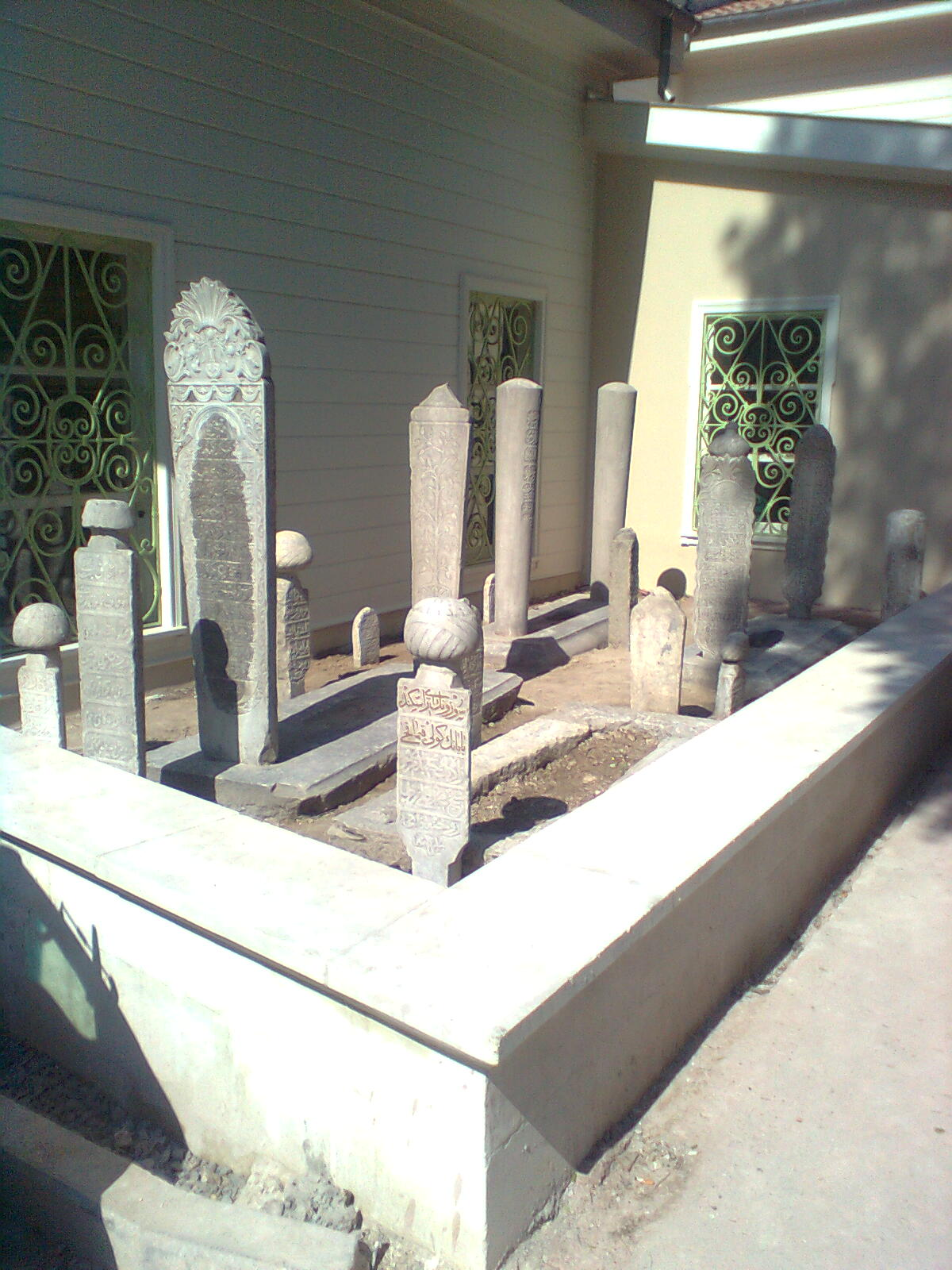
Friedhof der Tekke des Baba Iskender.
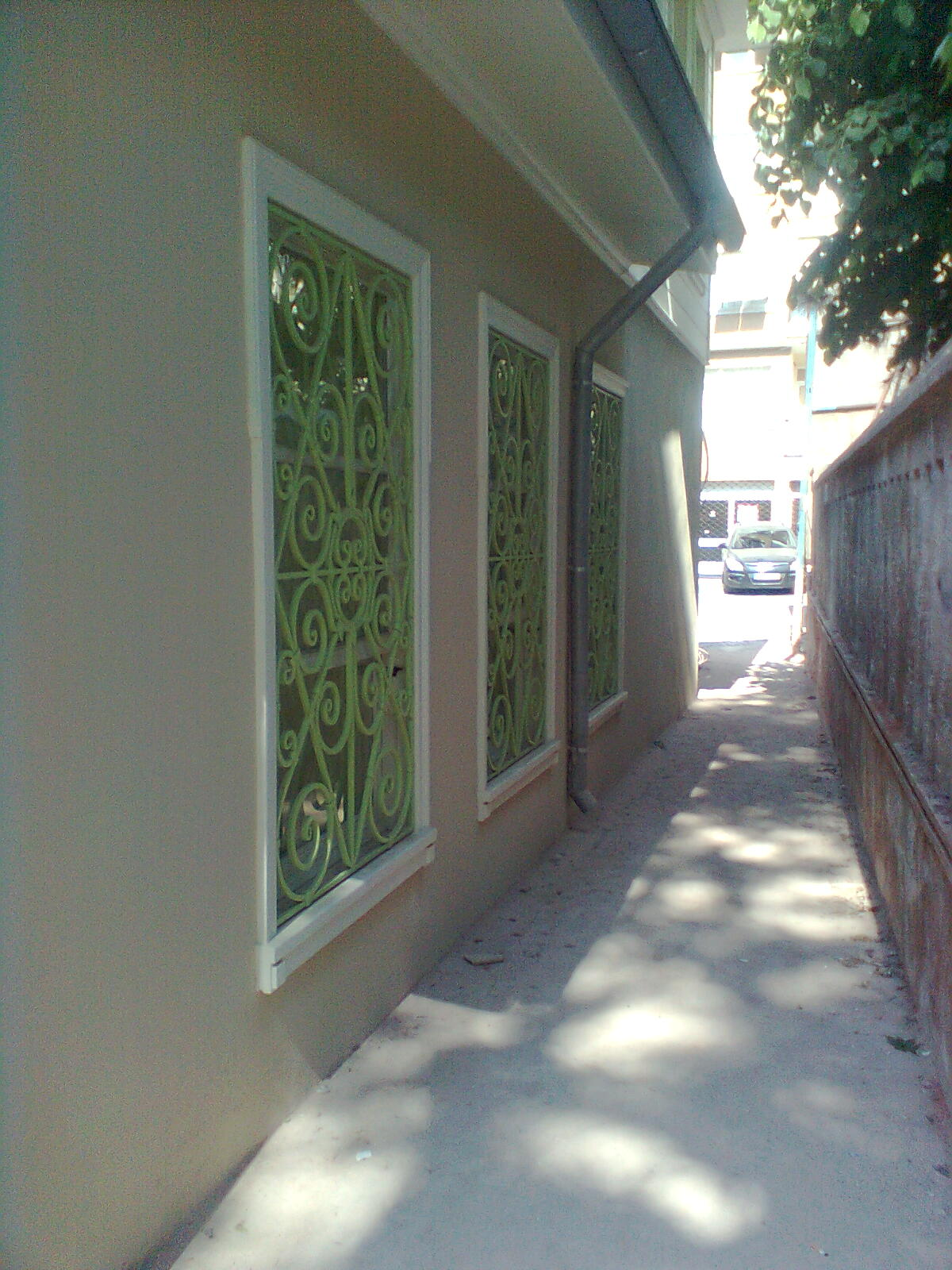
Türbe des Baba Iskender
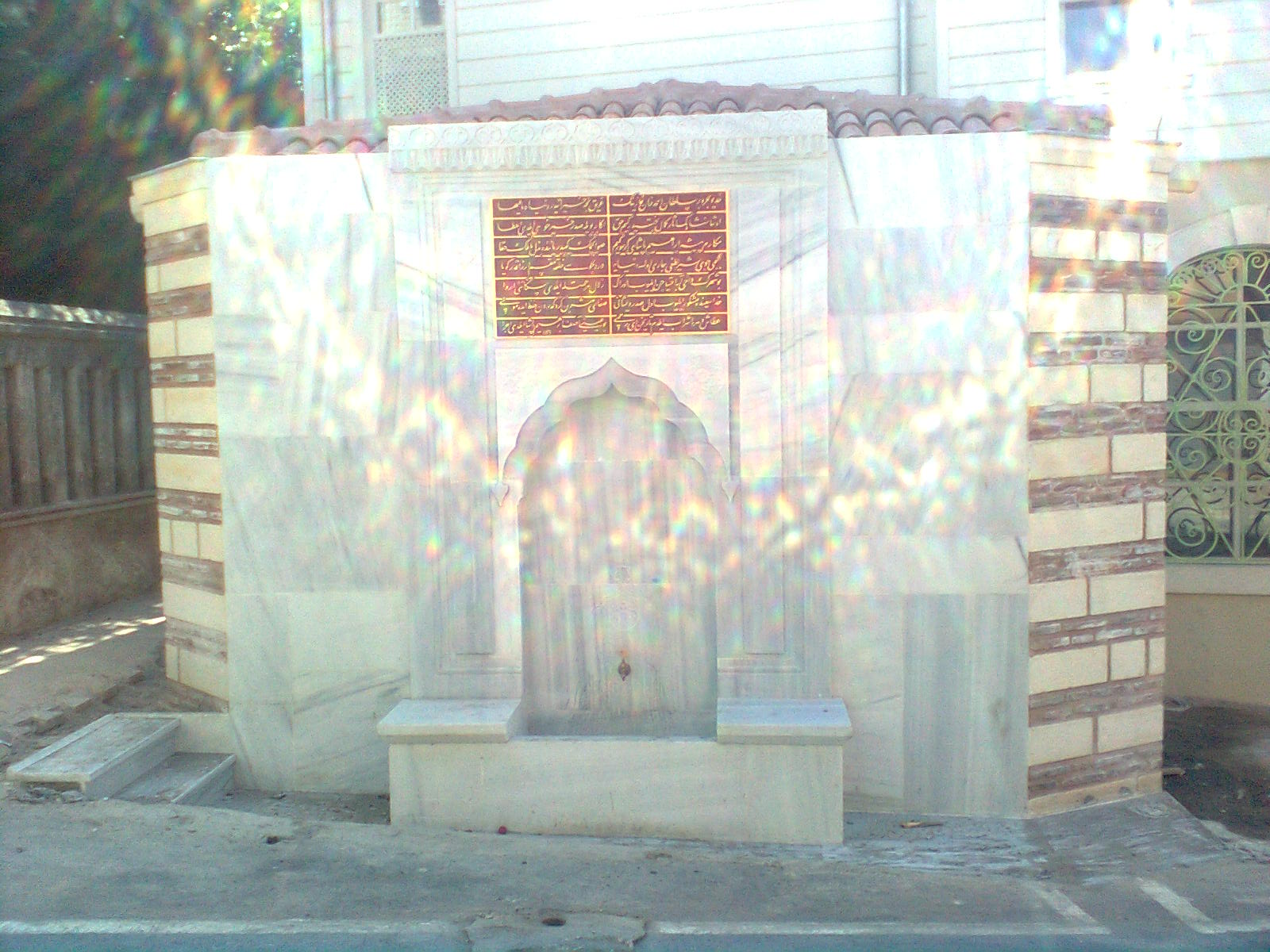
Der Brunnen des Damat Ibrahim Pascha von Nevşehir